# Щербинка (микрорайон)
Ще́рбинка — жилой микрорайон в составе района Щербинка Новомосковского административного округа города Москвы (до 08.05.2024 года находился в составе района Южное Бутово Юго-Западного административного округа). К территории Щербинка относят новые 1-й, 2-й, 3-й и 4-й микрорайоны Щербинки (ул. Брусилова, ул. Маршала Савицкого, ул. Захарьинские Дворики), а также территорию бывших деревень Захарьино и Щербинка (Щербинская ул.), бывших посёлков Милицейский (Дачная ул. и Типографская ул.) и Липки (ранее, до середины 1980-х годов входили в состав бывшего подмосковного города Щербинка являлись его восточной частью).

## География
Микрорайон находится в восточной части района Щербинка, по правую сторону от Варшавского шоссе. С востока микрорайон граничит с территорией городского округа Подольск, с северо-запада — с Ленинским городским округом Московской области. К западу от микрорайона, на другой стороне Варшавского шоссе, располагается бывшая территория городского округа Щербинка Новомосковского административного округа города Москвы.
Через жилой район протекает река Лопенка и Висенский ручей. В районе Дачной улицы находятся два небольших пруда, в усадьбе Захарьино — каскад прудов.

## История
До середины 1980-х годов территория входила в состав Подольского района Московской области.
В 1987 году земельные участки общей площадью 312 гектаров, принадлежавшие совхозу «Путь Ильича» и объединению «Подольсклесхоз», были переданы под строительство комплекса Московского высшего технического училища имени Н. Э. Баумана с жилым районом.
Указом Президиума Верховного Совета РСФСР от 10 мая 1988 года № 9033-XI в административное подчинение Московскому городскому Совету народных депутатов переданы следующие населённые пункты Подольского района Московской области: часть города Щербинка (восточнее 29 км Симферопольского шоссе), деревни Захарьино, Щербинка, часть деревни Захарьинские Дворики (восточнее Симферопольского шоссе) с территорией общей площадью 390 га.
14 декабря 1988 года совместным решением Исполнительных комитетов Московского городского и Московского областного Совета народных депутатов № 2728—1635/36 был утвержден акт о передаче этих территорий Московскому городскому Совету народных депутатов.
В рамках административно-территориальной реформы в соответствии с законом № 13 от 08.05.2024 года «Об образовании внутригородских муниципальных образований в городе Москве и о внесении изменений в Закон города Москвы от 15 октября 2003 года № 59 „О наименованиях и границах внутригородских муниципальных образований в городе Москве“» были скорректированы границы района Южное Бутово и территория микрорайона Щербинка, включая посёлки Милицейский, Липки, деревни Захарьино, Щербинка переданы в новый район Щербинка НАО.

### Судебное разбирательство о принадлежности территории
В 1992 году органы власти Московской области приняли ряд документов, которые позволили оформить право постоянного пользования этим участком ЗАО «Путь Ильича» (позднее ООО «Агрофирма „Федюково“»). Согласно закону Московской области от 28.02.2005 № 65/2005-ОЗ «О статусе и границах Подольского муниципального района и вновь образованных в его составе Муниципальных образований», эти земли были описаны как входящие в состав сельского поселения Стрелковское Подольского муниципального района. В последующем власти Московской области ссылались, в частности, на то, что положения Указа Президиума Верховного Совета РСФСР от 10.05.1988 года «не были после его принятия должным образом оформлены», а также, что «данным Указом передавались только населённые пункты, а не земля с находящимися на ней населёнными пунктами».
После многочисленных судебных разбирательств в различных инстанциях Верховный суд Российской Федерации постановил признать недействующими отдельные абзацы и приложения Закона «О статусе и границах Подольского муниципального района и вновь образованных в его составе муниципальных образований».

### Застройка
30 августа 1994 года постановлением Правительства Москвы был утверждён первый проект детальной планировки жилого района Щербинка, который, в частности, предполагал снос деревни Щербинка. Он не был реализован.
Постановлением Правительства Москвы от 31.05.05 № 395-ПП был утверждён новый проект планировки территории Щербинки района Южное Бутово, предусматривающий комплексную жилую застройку. 6 марта 2006 года издано распоряжение Правительства Москвы «О мерах по комплексной жилой застройке территории Щербинки района Южное Бутово».
Застройку микрорайонов № 1, 2 и 3 Щербинки проводила компания СУ-155.

## Культурные объекты
- Храм иконы Божией Матери Знамения в Захарьино — объект культурного наследия федерального значения. Основан в 1648 году — деревянный храм; в 1672 году — строительство каменного храма.

## Транспорт
Жилой район расположен между Варшавским и Симферопольским шоссе. К западу, в городе Щербинка, расположена железнодорожная станция МЦД2- Щербинка.
Со станциями МЦД2- Бутово, Щербинка и станциями метро «Бульвар Дмитрия Донского» и «Улица Скобелевская» «Улица Академика Янгеля», «Аннино», «Лесопарковая», «Бунинская аллея» связывают несколько автобусных маршрутов:
- № 108 — «5-й микрорайон Северного Бутова» — «м. Бульвар Дмитрия Донского» — «МЦД Бутово» — «Милицейский посёлок»[9];
- №е99 — «Захарьино» (ул. Брусилова) — «м. Аннино» — «м. ул. Академика Янгеля» (экспресс)
- № 288 — «Захарьино» (ул. Брусилова) — «МЦД Щербинка» — «м. Бунинская аллея» —" Коммунарка" — «Сосенский стан» — «Захарьино»
- № 737 ст. метро «Бульвар Дмитрия Донского» — ст. МЦД Бутово — 4-й микрорайон Щербинки[10];ул. Брусилова
- № С53 — 1-й мкр. Щербинки (к/ст)(ул. Брусилова)-МЦД Бутово-м. Бульвар Д.Донского-м. Адмирала Ушакова-м. Горчакова-м. Бунинская аллея — Остафьевская ул. (к/ст)
- № С935 ст. МЦД Бутово — 4-й микрорайон Щербинки[11];
- № 948 ул. Коктебельская -метро «Бульвар Дмитрия Донского» — ул. Брусилова[12];
- №е91 ул. Коктебельская — метро «Бульвар Дмитрия Донского» — 4-й микрорайон Щербинки[13]Ул. Брусилова;(экспресс)
- № 860 ст. МЦД Щербинка — ул. Савицкого — Милицейский посёлок[14];
- № 1004, 1004а- «ул. Коктебельская» — «м. Бульвар Дмитрия Донского» — «Каменка»[15].

Также до района можно добраться от станций метро «Улица Академика Янгеля», «Аннино», «Лесопарковая» и станции МЦД Битца.
- № С962 ст. метро м. Улица Академика Янгеля — Ерино ;
- № С919 улица Академика Янгеля — Щербинское кладбище[16];
- № С986 Чертаново Южное-м.ул. Ак. Янгеля-м. Аннино-Химзавод-МЦД Щербинка — Фабрика им. 1 мая[17];
- №С986э -как с986 ,но не заходит на МЦД Щербинка идет прямо по Варшавскому ш.
- №С962 Ерино-метро Аннино-метро ул. Ак. Янгеля
- № е99 ст. метро «Улица Академика Янгеля» — Захарьино (1-й мкр. Щербинки; автобус-экспресс)[18]
- № 407 Станция МЦД Подольск — Метро Лесопарковая
- № 406 подольск-м. Лесопарковая
- № 417 Дубровицы -метро Лесопарковая
- Маршрутные такси № 885, 1246к.